# Molybdeen-98
Molybdeen-98 of 98Mo is een stabiele isotoop van molybdeen, een overgangsmetaal. Het is een van de zes stabiele isotopen van het element, naast molybdeen-92, molybdeen-94, molybdeen-95, molybdeen-96 en molybdeen-97. De abundantie op Aarde bedraagt 24,13%. De isotoop wordt ervan verdacht via een dubbel bètaverval te vervallen tot de stabiele isotoop ruthenium-98. 
{\displaystyle {\ce {{^{98}_{42}Mo}->{^{98}_{43}Tc}+{e^{-}}+{\bar {\nu }}_{e}}}}
{\displaystyle {\ce {{^{98}_{43}Tc}->{^{98}_{44}Ru}+{e^{-}}+{\bar {\nu }}_{e}}}}
Molybdeen-98 bezit echter een halfwaardetijd van 100 biljoen jaar en kan de facto als stabiel beschouwd worden. Dit vanwege het feit dat de halfwaardetijd honderden miljoenen malen groter is dan de leeftijd van het universum.
Molybdeen-98 ontstaat onder meer bij het radioactief verval van niobium-98 en technetium-98.
81Mo · 82Mo · 83Mo · 84Mo · 85Mo · 86Mo · 87Mo · 88Mo · 89Mo · 89mMo · 90Mo · 90mMo · 91Mo · 91mMo · 92Mo · 92mMo · 93Mo · 93mMo · 94Mo · 95Mo · 96Mo · 97Mo · 98Mo · 99Mo · 99m1Mo · 99m2Mo · 100Mo · 101Mo · 102Mo · 103Mo · 104Mo · 105Mo · 106Mo · 107Mo · 107mMo · 108Mo · 109Mo · 110Mo · 111Mo · 112Mo · 113Mo · 114Mo · 115Mo · 116Mo · 117Mo · 118Mo